# Університет Сіань Цзяотун
Університет Сіань Цзяотун (кит.: Xi'an Jiaotong UniversityXJTU) — державний дослідницький університет у Сіані, Шеньсі, Китай. Будучи учасником Double First Class University Plan, C9 League, Project 985 і Project 211, це провідний національний університет з особливими перевагами в інженерії, технологіях, прикладній економіці, менеджменті та науках про життя.  Міністерство освіти присвоїло йому статус "Подвійний університетський план першого класу". Двадцять шкіл XJTU складають надзвичайно комплексний університет, який пропонує програми, які охоплюють усі навчальні дисципліни.
XJTU містить п'ять державних ключових лабораторій, чотири державні спеціальні лабораторії та два державні інженерно-дослідні центри.  Дві з восьми афілійованих навчальних лікарень увійшли до 100 найкращих лікарень Китаю. Це центр Університетського альянсу Шовкового шляху, міжнародного академічного альянсу під егідою китайської ініціативи «Один пояс, один шлях», який спрямований на розбудову освітньої співпраці та стимулювання економічного зростання в країнах уздовж Економічного поясу Шовкового шляху та ключових партнерів у всьому світі.   
Університет Сіань Цзяотун постійно входить до 300 найкращих університетів світу за рейтингом QS World University Rankings, US News & World Report і Академічний рейтинг університетів світу.

## Історія
У 1896 році державна школа Наньян (南洋公学) було засновано в Шанхаї на основі імператорського едикту, виданого імператором Гуансю, підпорядкованим Управлінню бізнесу та телеграфу імперського уряду. Було створено чотири школи: звичайна, іноземна, середня і гімназія. Шен Сюаньхуай, мандарин, який запропонував ідею імператору Гуансю, став першим президентом і вважається засновником університету разом із Джоном Келвіном Фергюсоном, місіонерським педагогом.
Університет пережив низку переходів. У 1904 році Міністерство торгівлі взяло під контроль школу, а в 1905 році змінило її назву на Імперський політехнічний коледж Міністерства торгівлі. У 1906 році коледж був переданий Міністерству пошти і телеграфу, а його назва була змінена на Шанхайський промисловий коледж Міністерства пошти і телеграфу. Коли було засновано Китайську Республіку, коледж перейшов у підпорядкування Міністерства зв’язку, а його назву було знову змінено, цього разу на Урядовий технологічний інститут Міністерства зв’язку.

## Медична школа
Медична школа Сіаньського університету Цзяотун була заснована в 1937 році як Медична школа Національного Пекінського університету. Він був перейменований на Сіаньський медичний університет у 1985 році, а потім отримав свою нинішню назву після приєднання до XJTU у квітні 2000 року. Це єдина провідна медична наукова школа, безпосередньо пов’язана з Міністерством охорони здоров’я в північно-західному регіоні, а також філія Академії медичних наук у Китаї. Близько 40 000 передових медичних експертів були підготовлені в медичній школі XJTU з моменту її заснування.

## Міжнародна програма: Університетський альянс Шовкового шляху

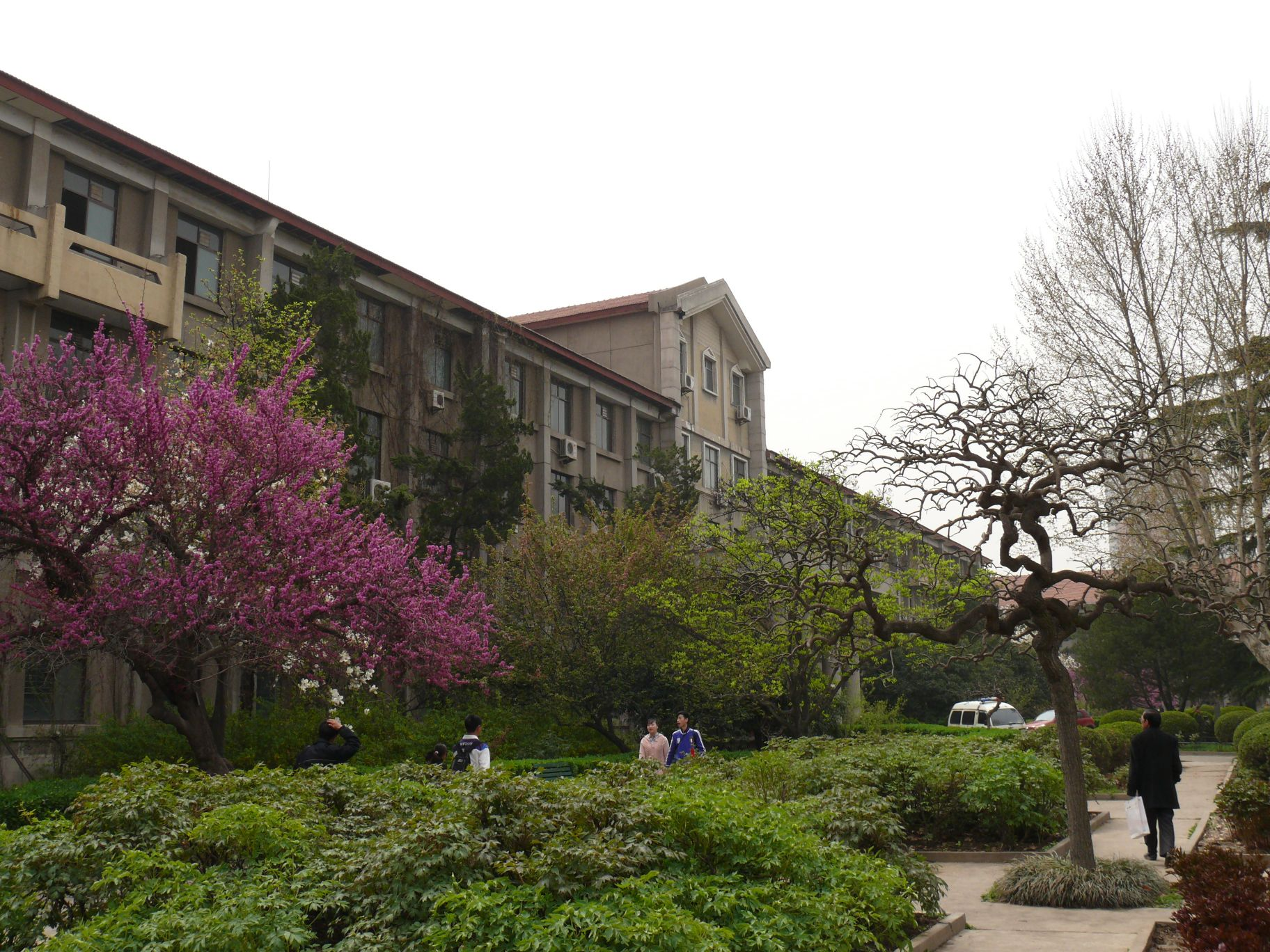
Стара будівля в університеті Сіань Цзяотун

Будучи головним торговим центром Шовкового шляху, Сіань став місцем великого міжнародного університетського альянсу, пов’язаного з ініціативою «Один пояс, один шлях». Програма була ініційована директором Shuguo Wang, і вона проводить форуми для неї з 2015 року. Університет є домом для активної міжнародної програми досліджень та обміну, зосередженої навколо Альянсу університетів Шовкового шляху, який був сформований у 2015 році.
Університет має партнерські відносини з кількома іншими університетами, які не були включені в Університетський альянс Шовкового шляху, включаючи Universiti Tunku Abdul Rahman  та Університет Вашингтона в Сент-Луїсі через Міжнародну наукову академію McDonnell International Scholars Academy.